# Dance To Christmas
『Dance To Christmas』（ダンス・トゥ・クリスマス）は、大沢誉志幸プロデュースによるCBS/SONY GROUP所属のアーティストが参加したコンピレーション・アルバム。
1988年11月2日にEPIC/SONY RECORDSよりカセットとCDでリリース。CDはマキシケース入り特製パッケージ。その後1991年10月に再発売された。

## 制作の背景
EPIC・ソニー創立10周年記念の一環として、クリスマス・アルバム発売が企画され、レコード会社からオファーを受けた大沢プロデュースの下、GWINKO、鈴木雅之、バブルガム・ブラザーズ、渡辺信平、鈴木聖美、7’s、エル・タバスコス、杏子、AMAZONS、松岡英明、西村麻聡（FENCE OF DEFENSE）らが共演・参加して制作された。アルバム作りは、1988年の3月から取りかかり、クリスマスの雰囲気を出すためスタジオを飾り付けムードを出した。

### 参加メンバー間の交流
鈴木姉弟とバブルガム・ブラザーズは、前年1987年11月に行われた大沢プロデュースのジョイントライブ「赤坂グラマラスナイト」でも共演していた。

## 先行シングル
アルバムタイトル曲で先行シングル「Dance To Christmas」は、1988年10月21日に8cmCDで発売された。カップリング曲は別Mixでアルバム未収録の「Dance To Christmas 〜B-Boy Dance Mix〜」。大沢の公式HPのディスコグラフィーでは、本作表題曲の非売品7インチ・アナログ盤が掲載されている。

## ライブ・メディアでの披露
本作を引っ提げ、1988年11月に日清パワーステーションでライブが行われ、同年12月23日には朝日放送制作テレビ朝日系列の全国ネット番組で、このライブを紹介するアルバムと同タイトルの特別番組が放送された。
また同年12月19日の深夜放送EPIC・ソニー制作『eZ』にて当アルバムが特集され、本作1曲目～3曲目の映像作品の他、大沢と鈴木雅之のコラボ曲が放送された。同週12月21日放送フジテレビ系『夜のヒットスタジオDELUXE』では、当日に生放送出演可能なメンバーが出演、表題曲を歌唱した。
2011年12月24日放送フジテレビ系『ミュージックフェア』では、大沢、鈴木姉弟、AMAZONS、ブラザー・コーンの本作オリジナル参加メンバーに、久保田利伸、清水翔太、AI、Crystal Kayを加えて、発売から23年振りにテレビで表題曲を歌唱。番組内で、上述の『夜のヒットスタジオDELUXE』の映像も流された。

## 収録曲
1. Dance To Christmas（8分04秒）
作詞：K. Inojo（井ノ上和宏）、柳川英巳、大沢誉志幸／作曲：大沢誉志幸／編曲：小滝満、柴山和彦、大沢誉志幸
歌：大沢誉志幸、GWINKO、鈴木雅之、バブルガム・ブラザーズ、渡辺信平、鈴木聖美、7’s、エル・タバスコス、AMAZONS（大滝裕子、斉藤久美、吉川智子）
コーラス：杏子、松岡英明、西村麻聡（FENCE OF DEFENSE）、森の木児童合唱団
2. Merry Christmas Go Round（4分08秒）
作詞：K. Inojo／作曲：大沢誉志幸／編曲：Rodney M. Antoon
歌：GWINKO、大沢誉志幸
3. 24th or 25th（4分40秒）
作詞：杏子／作曲：杏子、荒木真樹彦／編曲：荒木真樹彦
歌：杏子
4. 特別な一日 〜a special day〜（4分44秒）
作詞：直枝政太郎／作曲：鈴木雅之／編曲：寺田正彦、森口哲也、近藤洋
歌：鈴木雅之
5. 静かな夜 〜black & white〜（5分31秒）
作詞：バブルガム・ブラザーズ／作曲：大沢誉志幸／編曲：小滝満、大沢誉志幸
歌：バブルガム・ブラザーズ、大沢誉志幸
6. 真冬の夜の夢（4分47秒）
作詞：K. Inojo、柳川英巳、渡辺信平／作曲：渡辺信平／編曲：渡辺信平、坂元俊介
歌：渡辺信平
リード・ギター：大沢誉志幸
7. ふだん着の聖夜（5分40秒）
作詞：竹花いち子／作曲：渡辺信平／編曲：国吉良一
歌：鈴木聖美
8. Hey Cool（4分28秒）
作詞：K. Inojo、柳川英巳、7’s／作曲：杉崎義朗／編曲：7’s
歌：7’s
9. クリスマスの一生（5分09秒）
作詞：エル・タバスコス／作曲・編曲：エル・タバスコス、大沢誉志幸
歌：エル・タバスコス
10. 一人きりアヴェニュー（4分59秒）
作詞：シャグ・アヴェリ／作曲：大沢誉志幸／編曲：鈴木宏昌
歌：大沢誉志幸

## 演奏
- 大沢誉志幸
  - Vocal (#1.2.5.10)
  - Chorus (#1.5.9)
  - Percussion (ソクラテス) (#1)
  - Lead Guitar (#6)
- GWINKO
  - Vocal (#1.2)
  - Chorus (#1)
- 鈴木雅之
  - Vocal (#1.4)
  - Chorus (#1)
- バブルガム・ブラザーズ：Vocal, Chorus (#1.5)
- 渡辺信平
  - Vocal (#1.6)
  - Chorus (#1.7)
  - Programming & Synthesizers (#6)
  - Chorus Arrange (#7)
- 鈴木聖美
  - Vocal (#1.7)
  - Chorus (#1)
- 7's
  - Vocal (#1.8)
  - Chorus (#1)
- エル・タバスコス：Vocal, Chorus (#1.9)
- 杏子
  - Vocal (#3)
  - Chorus (#1)
- AMAZONS：Vocal, Chorus (#1)
- 西村麻聡 (FENCE OF DEFENSE)、松岡英明、森の木児童合唱団：Chorus (#1)
- 柴山和彦
  - Electric Guitar, 12 Strings Guitar, Synthesizer Drum Fill, Programming (#1)
  - Guitar (#9)
- 小滝満：Programming, Synthesizers (#1.5.9)
- K. Inojo：Electric Bass (#1.6.9)
- 今井智：Drums (#1.9)
- 土方隆行：Guitar (#2)
- ジェイク・コンセプション：Sax (#2)
- 数原晋：Trombone (#2)
- 西山健治：Trumpet (#2)
- Rodney M.Antoon：Programming & Synthesizers (#2)
- 兼崎順一：Horn Arrange (#2)
- 荒木真樹彦：Programming & Synthesizers, Guitar, Chorus (#3)
- 三浦憲和：Computer Operation (#3)
- 森口哲也：Guitar (#4)
- 近藤洋：Electric Bass (#4)
- 初川克郎：Percussion (#4)
- Marvin Baker：Hi-Hat, Cymbal, Mouth Born Solo, Chorus (#4)
- Regina Brown：Chorus, Chorus Arrange (#4)
- Douglas Plaxico, Tyler Mitchell：Chorus (#4)
- 荒木敏男：Trumpet (#4)
- 金城寛文：Sax (#4)
- 平内保夫：Trombone (#4)
- 寺田正彦：Horn Arrange (#4)
- Hikaru (DER ZIBET)：Guitar (#5)
- 矢口博康：Sax (#5)
- 小倉博和：Rhythm Guitar, Sitar (#6)
- 小林隆一：
  - Synthesizer Piano (#6)
  - Piano (#9)
- 坂元俊介：Computer Operation (#6.8)
- 松原正樹：Guitar (#7)
- 国吉良一：Piano, Keyboards (#7)
- 美久月千晴：Bass (#7)
- 長谷部徹：Drums (#7)
- 八木のぶお：Harmonica (#7)
- 加藤ストリングス：Strings (#7.10)
- 中山信彦：Synthesizer Operation (#7)
- 白山博司：Guitar (#8)
- 坂元恵美：Keyboards, Chorus (#8)
- 松浦茂：Electric Bass (#8)
- 早川誠：Drums (#8)
- 杉崎義朗：Lead Vocal, Chorus (#8)
- 木村誠：Percussion (#8)
- Whacho：Percussion (#9)
- 藤井康一：Lead Vocal, Sax (#9)
- ボーン助谷、村上こうよう：Trombone (#9)
- 石垣三十郎、五反田靖：Trumpet (#9)
- 松木恒秀：Guitar (#10)
- 鈴木宏昌：Piano, Synthesizers (#10)
- 江藤勲：Electric Bass (#10)
- 市原康：Drums (#10)
- 中島御：Percussion (#10)
- 杉原和司：Synthesizer Operation (#10)
- 清宮真理：Background Vocal (#10)